# برونو ميراندا
برونو ميراندا (بالإسبانية: Bruno Miranda)‏ (10 فبراير 1998 بسانتا كروز دي لا سييرا في بوليفيا - ) هو مدرب كرة قدم ولاعب كرة قدم بوليفي في مركز الهجوم. شارك مع منتخب بوليفيا لكرة القدم. أما مع النوادي، فقد لعب مع نادي أونيفرسيداد دي تشيلي.

## وصلات خارجية
- برونو ميراندا على موقع الدوري الأمريكي (الإنجليزية)
- برونو ميراندا على موقع قاعدة بيانات كرة القدم.إي يو (الإنجليزية)
- برونو ميراندا على موقع ناشيونال فوتبول تيمز (الإنجليزية)
- برونو ميراندا على موقع Soccerbase.com (لاعب) (الإنجليزية)
- برونو ميراندا على موقع Soccerway.com (الإنجليزية)
- برونو ميراندا على موقع عالم كرة القدم.نت (الإنجليزية)
- برونو ميراندا على موقع AS.com (الإسبانية)